# Silver Creek (Washington)
Silver Creek az Amerikai Egyesült Államok északnyugati részén, Washington állam Lewis megyéjében elhelyezkedő önkormányzat nélküli település.
A település nevét az azonos nevű patakról kapta. Silver Creek postahivatala 1875 óta működik.

## Fordítás
- Ez a szócikk részben vagy egészben  a   Silver Creek, Washington című angol Wikipédia-szócikk ezen változatának fordításán alapul.  Az eredeti cikk szerkesztőit annak laptörténete sorolja fel. Ez a jelzés csupán a megfogalmazás eredetét és a szerzői jogokat jelzi, nem szolgál a cikkben szereplő információk forrásmegjelöléseként.